# أرمينيا الشرقية

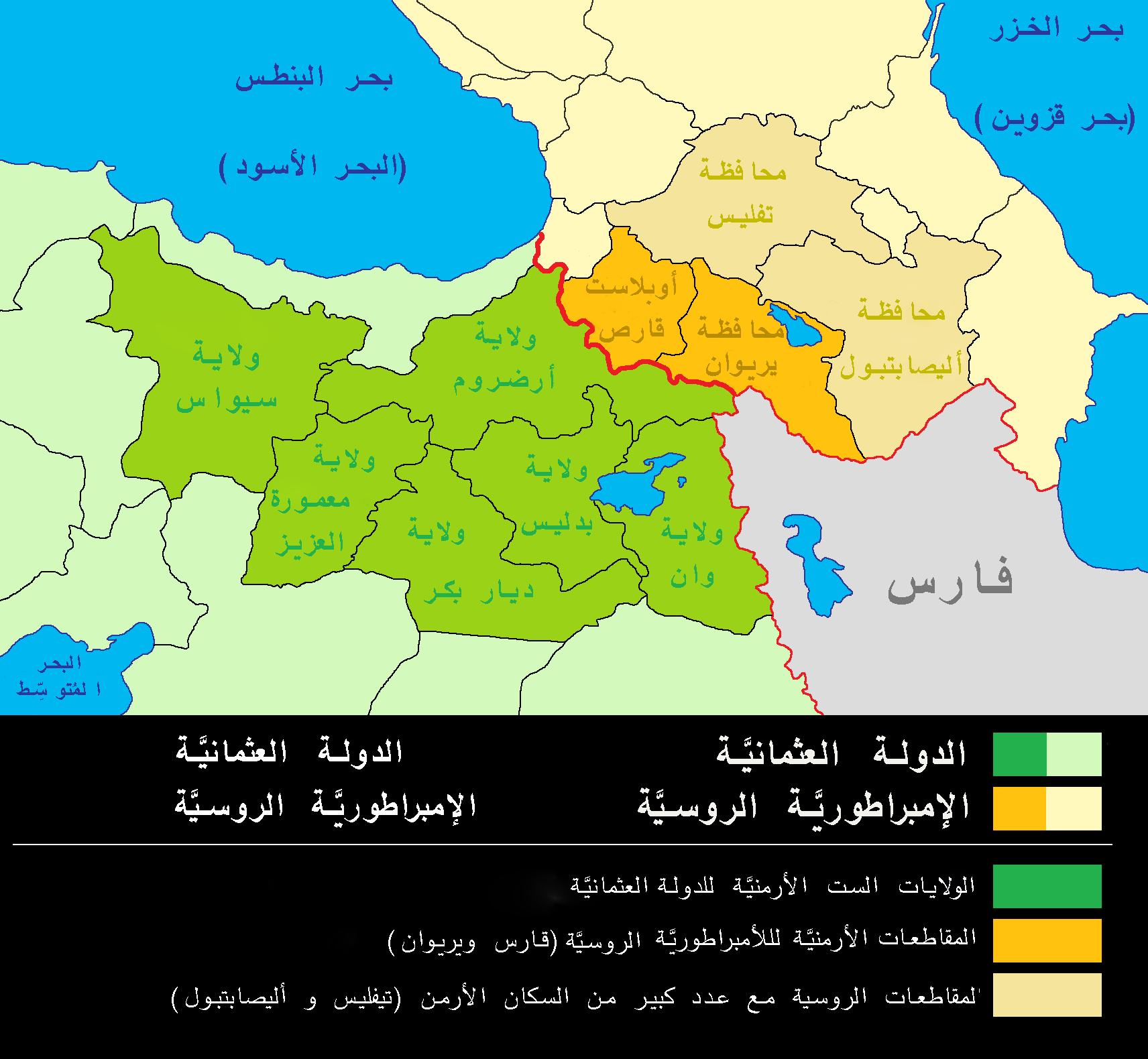

أرمينيا الشرقية (بالأرمنية: Արևելյան Հայաստան)‏ مصطلح يستخدمه الأرمن للإشارة إلى الأجزاء الشرقية من المرتفعات الأرمنية، أي الوطن التقليدي للشعب الأرمني. تم تقسيم أرمينيا بين القرنين الرابع والعشرين عدة مرات، واستخدمت مصطلحات أرمينيا الشرقية والغربية للإشارة إلى الأجزاء التابعة لها تحت الاحتلال أو السيطرة الأجنبية، مع عدم وجود خط محدد بين الاثنين. تم استخدام المصطلح للإشارة إلى: 
- أرمينيا الفارسية (دولة تابعة للإمبراطورية الفارسية من عام 387، ضُمت بالكامل في عام 428)[2] عقب تقسيم البلاد بين الإمبراطوريتين البيزنطية والساسانية واستمرت حتى الفتح العربي لأرمينيا في منتصف القرن السابع.
- أرمينيا الإيرانية (1502-1813 / 1828)، التي غطت فترة أرمينيا الشرقية في أوائل العصور الحديثة والحديثة عندما كانت جزءً من مختلف الإمبراطوريات الإيرانية، حتى ضمتها الإمبراطورية الروسية (1813 و1828).
- أرمينيا الروسية (1828 إلى 1917) وأرمينيا السوفيتية (1920 إلى 1991)، والتي غطت المناطق المأهولة بالسكان الأرمن تحت سيطرة الإمبراطورية الروسية والاتحاد السوفيتي، على التوالي.[1]